# 铜山源
铜山源，位于中华人民共和国浙江省衢州市衢江区西北部的一条河流，是衢江左岸支流，发源于衢江区太真乡银坑村西北千里岗山脉梅树湾尖，蜿蜒向东南，流经太真乡下槽坞村、双桥乡山峰村，于双桥村东南注入铜山源水库，干流于杜泽镇出库后继续向东南，流经堰坑头村、章家村、桥王村、下方村、莲花镇杜山沿村、云溪乡章戴街村、清源村、棠陵邵村等地，于高家镇枫树底村上埠头汇入衢江。河长45.4千米，流域面积246.5平方千米。